# The Curse of La Llorona
The Curse of La Llorona (no Brasil, A Maldição da Chorona; em Portugal, A Maldição da Mulher Que Chora) é um filme de terror sobrenatural estadunidense de 2019, dirigido por Michael Chaves e escrito por Mikki Daughtry e Tobias Iaconis. Produzido pela New Line Cinema e Atomic Monster Productions e distribuído pela Warner Bros. Pictures, é estrelado por Linda Cardellini, Patricia Velásquez, Sean Patrick Thomas, Raymond Cruz, Jaynee-Lynne Kinchen e Marisol Ramirez.
O longa é baseado no folclore mexicano La Llorona, que segundo a lenda uma mulher que afogou a si mesma e ao seus filhos é condenada a chorar eternamente, então, ela captura outras crianças para substituir seus filhos, levando-os à morte depois. No filme, uma assistente social está desvendando misteriosos assassinatos e a causa levará ao terrível espírito. Estreou nos cinemas brasileiros em 18 de abril de 2019.

## Enredo
Em 1673, no México, uma família está brincando em um campo, e o filho mais novo dá um colar à mãe, que diz que guardará o item para sempre. Após a família misteriosamente desaparecer, o menino sai em busca e sua mãe, encontrando-a afogando violentamente seu irmão em um riacho. Horrorizado, ele corre, mas sua mãe o pega, para assim o afogar também. 300 anos depois, em 1973, em Los Angeles, a assistente social Anna Tate-Garcia leva seus filhos para escola e no seu ambiente de trabalho investiga a evasão escolar dos dois filhos de Patricia Alvarez. Chegando à casa de Patricia ao lado de um policial, Anna encontra diversos artefatos de misticismo na casa de Patricia, que diz que são para afastar "ela". Após confrontar Patricia, Anna encontra as crianças Carlos e Tomas trancados em um armário. Os filhos de Patrícia dizem a Anna para mantê-los no quarto, para que fiquem protegidos. Ignorando seus avisos, ela os leva para o abrigo de serviços infantis, sem saber que os colocou em terrível perigo. Lá, Tomas caminha aparentemente sonâmbulo, e Carlos o segue até que ambos os meninos veem uma mulher de vestido branco que os ataca. 
Os meninos são encontrados afogados em um rio, e Anna é chamada para a cena. Ela traz seus próprios filhos, Chris e Sam, e eles ficam no carro enquanto ela investiga. Ela ouve Patricia, acusada dos assassinatos de seus filhos, gritando que foi culpa de Anna por levar seus filhos e que Patricia tentou parar a força malévola de "La Llorona" (A Chorona, em espanhol). Curioso, Chris sai do carro e investiga o local, mas então ele escuta um choro vindo atrás dele. Ele verifica e encontra uma mulher de vestido branco, chorando. Ela vê Chris e tenta capturá-lo, ela agarra o braço de Chris e deixa nele marcas iguais às de Carlos e Tomas. Chris corre pro carro, onde A Chorona tenta capturá-lo. Ele consegue se livrar dela, mas fica muito assustado com a situação. No dia seguinte, Anna está andando perto de uma igreja e vê um curandeiro fazendo um ritual de tirar os maus espíritos do corpo das pessoas, durante o funeral de Chris e Tomas. Padre Perez encontra Anna e explica o que está acontecendo. Anna pergunta ao Padre Perez se ele já ouviu falar da "Chorona". Padre Perez responde à Anna, contando a história da Chorona.
A história é sobre uma mulher mexicana, que era a mais linda do vilarejo em que morava. Um dia, um rancheiro rico aparece e se apaixona pela mulher. Os dois se casam e tem dois filhos. Um dia, a mulher viu seu marido nos braços de uma mulher mais jovem. Tomada pelo ciúme, a mulher afoga seus filhos, como vingança pela infidelidade de seu marido. Depois, ela percebe o que fez e fica tomada pelo luto. Então, ela comete suicídio, se afogando no rio. Agora, ela é um fantasma vingativo que captura crianças para substituir as dela, e depois, ela os afoga. Ela chora eternamente, por culpa de seu ato. Padre Perez diz que "pais dizem para as crianças se comportarem, e respeitarem os mais velhos. Senão, A Chorona aparece, e os leva embora", ele também diz que ela é uma lenda folclórica para alguns, mas para outros, ela é real.
Na delegacia, Anna vai conversar com Patricia, que está muito furiosa com Anna, dizendo que ela matou os filhos dela. Num surto de fúria, Patricia diz que ao invés de rezar pra Deus pedindo salvação para seus filhos, ela rezou pra Chorona, fazendo um pacto, pedindo pra que ela mate os filhos de Anna, para assim, devolver os filhos dela. Na casa, Chris ouve o choro da Chorona de novo. Ela o ataca e faz Chris cair nas escadas e quebrar o pulso. Anna pergunta o que aconteceu e Chris diz que ele viu uma mulher de vestido branco na casa. E que ela quer Chris e Samantha para ela. Nesse momento, enquanto Samantha está tomando banho, A Chorona tenta afogar ela, mas Anna consegue chegar à tempo e salvar Sam. Só que A Chorona aparece e agarra Anna, deixando as mesmas marcas no braço dela. Anna procura a ajuda do Padre Perez, que relaciona o caso às suas experiências anteriores com uma boneca de porcelana assombrada. Perez conta a Anna sobre o ex-padre Rafael Olvera, que desde então se tornou um curandeiro, que pode ajudá-los. Rafael chega na casa de Anna, arrumando itens de proteção. À noite, A Chorona os ataca repetidamente e tenta afogar Anna e Sam na piscina. Anna então arranca o colar da Chorona na luta, após Rafael os salvar. 
Patricia chega com uma arma e tenta dar os filhos de Anna para A Chorona. Sam e Chris fogem, e Patricia, percebendo que não pode deixar outra mãe sentir a mesma dor que ela sentiu, e que não poderia mais trazer seus filhos de volta à vida, recupera seu juízo e solta Anna, permitindo que ela ajude seus filhos. Chris atrasa A Chorona mostrando a ela o colar que o filho da Chorona havia lhe dado. Isso faz com que A Chorona assuma brevemente sua aparência humana e acaricie Chris, imaginando que ele seja seu filho verdadeiro. No entanto, Sam acidentalmente revela um espelho, e A Chorona retorna à sua forma de espírito maligno e começa a atacá-los. Anna então a esfaqueia no peito com uma cruz feita de uma Árvore de Fogo dada por Rafael: árvores que cresceram perto do rio onde A Chorona afogou seus filhos e foram as únicas "testemunhas" de seu crime. O espírito da Chorona então é destruído e "morto". No dia seguinte, Anna e seus filhos agradecem Rafael pela ajuda. Quando Rafael vai embora, Anna percebe algo estranho: há uma poça de lágrimas no chão.

## Elenco
- Linda Cardellini como Anna Tate-Garcia
- Patricia Velásquez como Patricia Alvarez
- Sean Patrick Thomas como Detetive Cooper
- Raymond Cruz como Rafael Olvera
- Marisol Ramirez como La Llorona
- Jaynee-Lynne Kinchen como Samantha Garcia (Sam)
- Roman Christou como Chris Garcia
- Madeleine McGraw como April
- Tony Amendola como Padre Perez
- DeLaRosa Rivera como David Garcia
- Sophie Santi como Bocanegra
- Oliver Alexander como Carlos
- Aiden Lewandowski como Tomas
- Jethan Camarena como Simon
- Irene Keng como Donna

## Produção
Em 9 de outubro de 2017, foi anunciado que James Wan estava produzindo um filme de terror dirigido por Michael Chaves e estrelado por Linda Cardellini, intitulado The Children. Também foi anunciado que Sean Patrick Thomas e Raymond Cruz se juntaram ao elenco do filme. Em julho de 2018, o filme foi renomeado como The Curse of La Llorona. O primeiro trailer foi lançado em 18 de outubro de 2018.

### Filmagens
As filmagens foram finalizadas em novembro de 2017, sendo anunciado pela atriz Sierra Heuermann em seu Instagram.

### Lançamento
O lançamento do filme aconteceu em 19 de abril de 2019 nos Estados Unidos.

## Recepção
No Rotten Tomatoes, o filme tem uma pontuação de 30 em 100, com base em 165 comentários. No Metacritic, o filme tem uma pontuação de 41 em 100, com base em 27 críticos, indicando "revisões mistas ou médias".